# Władysław Jaroszewicz
Władysław Jaroszewicz (ur. 14 kwietnia 1887 w Baku, zm. 5 czerwca 1947 w Nowym Jorku) – urzędnik państwowy II Rzeczypospolitej, długoletni (1926–1939) komisarz rządu RP na miasto stołeczne Warszawę, założyciel Unii Narodowo-Państwowej w 1922 roku.

## Życiorys
Urodził się w rodzinie inżyniera. W 1906 ukończył gimnazjum w Kijowie, studiował następnie górnictwo na Uniwersytecie w Liège, a później do 1912 na Wydziale Chemicznym Uniwersytetu Kijowskiego. W latach 1912–1917 pracował jako przedstawiciel przedsiębiorstw węglowych w Donbasie. W 1917 został dyrektorem zarządu Południowo-Donieckiej Węglowej Spółki Akcyjnej.
Po odzyskaniu niepodległości przez Polskę pracował od stycznia do czerwca 1919 w Ministerstwie Skarbu, następnie w Policji Państwowej, gdzie był podinspektorem i inspektorem. W czasie wojny polsko-bolszewickiej był delegatem Ministerstwa Spraw Zagranicznych ds. gospodarczych na Ukrainie, a od lipca 1920 komisarzem cywilnym przy dowództwie Frontu Północno-Wschodniego.
Po przewrocie majowym 12 października 1926 mianowany komisarzem rządu na m. st. Warszawę. Odwołany z tego stanowiska 3 stycznia 1930, przez krótki czas pracował jako naczelnik wydziału w Głównym Urzędzie Statystycznym, 28 sierpnia 1930 powrócił na stanowisko komisarza rządu na m. Warszawę i zajmował je do agresji III Rzeszy na Polskę. Opuścił miasto w pierwszych dniach września, co wywołało oburzenie mieszkańców. Do eskortowania ewakuujących się władz wycofał z miasta większość policji i niektóre oddziały Warszawskiej Straży Ogniowej.
Po agresji ZSRR na Polskę udał się na emigrację. Przebywał początkowo w Wielkiej Brytanii, a od 1944 w Stanach Zjednoczonych.

## Ordery i odznaczenia
- Krzyż Komandorski Orderu Odrodzenia Polski (27 listopada 1929)[6]
- Złoty Krzyż Zasługi (13 maja 1933)[7]
- Order Krzyża Orła II klasy (Estonia, 1935)[8]